# Bundespräsident Theodor Heuss (Briefmarkenserie)
Bundespräsident Theodor Heuss, meist nur Heuss genannt, war eine deutsche Dauermarkenserie, die sowohl im Bereich der Bundespost als auch im Saarland erschien.

## Ausgaben Bund
Die Marken erschienen in zwei Serien von 1954 bis 1961 und waren bis etwa 1962 in Gebrauch. Die Serie bestand aus einfarbigen Marken mit dem Porträt des Bundespräsidenten Theodor Heuss, die sowohl in Rollen als auch in Bogen gedruckt wurden. Ferner gab es einige Werte auch in Markenheftchen. Entworfen wurden die Briefmarken von dem Designer Max Bittrof, als Vorlage diente ein Porträt des Bundespräsidenten von Liselotte Strelow.
Die Serie ist sehr umfangreich an Werten und Typen, da es unterschiedliche Bildformate, verschieden liegendes Wasserzeichenpapier und einige Neueinführungen (rückseitige Nummer auf Rollenmarken, fluoreszierendes Papier) während der Produktionszeit gab.
Die Marken der ersten Serie Heuss (I) wurden 1954 herausgegeben. Sie bestanden aus zehn kleinformatigen Werten in den Wertstufen von 2 – 25 Pfennig, sieben etwas größeren Marken von 30 – 90 Pfennig, und drei großen Marken mit Markwerten.
1956 und 1957 wurden neue Marken von 30 bis 90 Pfennig mit Farbänderungen (Heuss (II)) herausgegeben. Diese Marken hatten jetzt auch das kleinere Format.
Die Begriffe Heuss (I) und Heuss (II) werden auch verwendet, um die Serien vom Dauermarkensatz Heuss Medaillon abzugrenzen.
Alle Ausgaben wurden am 31. Dezember 1964 ungültig. Allgemein wird im Philatelistenjargon aber vom „Großen Heuss“ (Heuss I und II) und vom „Kleinen Heuss“ (Heuss III) gesprochen.

### Besonderheiten
- Wie bei allen Marken, die in Rollen und Bogen gedruckt werden, bilden waagerechte Paare und Randstücke der Marken ein besonderes Sammelgebiet, weil man an ihnen nachweisen kann, dass die Marken aus Bogen stammen. Waagerechte Paare und Randstücke sind teilweise erheblich teurer.
- Erst während der Produktionszeit führte die Bundespost bei Briefmarkenrollen Zählnummern auf der Rückseite jeder fünften Marke ein. Rollenmarkensammler benötigen daher von einigen der Heuss-Marken Elferstreifen, um die Herkunft aus der Rolle zu belegen.
- 1960 druckte die Bundespost erstmals einige Werte der Serie auf fluoreszierendem Papier. Diese Werte – sechs Marken aus Heuss (I) und zwei Marken aus Heuss (II) – sind nach dem verwendeten Farbstoff unter Sammlern als Heuss lumogen bekannt und werden oft als Zusammenstellung angeboten. Hintergrund sind Versuche des Posttechnischen Zentralamtes in Darmstadt zur Automatisierung der Briefbearbeitung, weshalb diese Marken vor allem im Großraum Darmstadt verausgabt wurden.
- Zum Druck von Heuss (I) wurde Papier mit dem Wasserzeichen BP und Zickzacklinien verwendet. Das Wasserzeichen kann spiegelverkehrt und in allen möglichen Lagen vorkommen, so dass es insgesamt acht verschiedene Möglichkeiten für die Lage des Wasserzeichens gibt. Bei den Pfennigwerten liegt der Typ „4 W“ (einige Werte gibt es auch mit „4 Y“) vor, bei Markwerten „4 X“. Bei Heuss (II) wurde ein anderes Wasserzeichen verwendet, hier gibt es keine Abarten.
- Der postfrische Heuss (I)-Wert zu 50 Pf. gehört zu den wertvollsten regulären Ausgaben der Bundespost, nur einige der Posthorn-Marken sind teurer. Alle Marken kommen mit Neugummierung vor, teurere Werte sollten immer geprüft sein.
- Die Gesamtauflage aller Marken betrug etwa 20 Milliarden Stück (davon eine Milliarde Marken Heuss (II)).

### Liste der Ausgaben Heuss Bund

#### Heuss (I)
- Die Marken der Serie Heuss (I) wurden je nach ihrem Ausgabewert in drei verschiedenen Größen gedruckt. Die kleinen Werte von 2 Pfennig bis 25 Pfennig sind ca. 21,5 mm × 25,5 mm groß und wurden im Buchdruckverfahren hergestellt, die Werte von 30 Pfennig bis 90 Pfennig sind ca. 23 mm × 27,3 mm groß und die Werte von 1 DM bis 3 DM sind ca. 27,5 mm × 32,8 mm groß. Die größeren Briefmarken von 30 Pfennig bis 3 DM wurden alle im Stichtiefdruckverfahren gedruckt.

Spezialsammler unterscheiden auch noch die Gummierungsarten: v = geriffelte Gummierung, w = glatte Gummierung, die wie folgt vorkommen
| Wert in Pfennig | Mi.-Nr. mit Lage Wasserzeichen | Ausgabedatum           | Mi.-Nr. lumogen | Format: klein (k), mittel (m), groß (g) | Ausgabeform: Bogen (B), Rollen (R), Markenheftchen (MH) | Mi.-Nr. Wasserzeichen-Abart     |
| 2               | 177x Wv                        | 15. Juni 1954          | –               | k                                       | (B, MH)                                                 | –                               |
| 4               | 178x Wv                        | 31. Januar 1954        | –               | k                                       | (B, R)                                                  | –                               |
| 5               | 179x Wv / Ww                   | 1. April 1954 / 1958   | 179y            | k                                       | (B, R, MH)                                              | 179x YwI 02.1960 / YwII 07.1960 |
| 6               | 180x Wv                        | 1. April 1954          | –               | k                                       | (B)                                                     | –                               |
| 7               | 181x Wv / Ww                   | 28. Juli 1954 / 1958   | 181y            | k                                       | (B, R)                                                  | –                               |
| 8               | 182x Wv / Ww                   | 1. April 1954 / 1958   | –               | k                                       | (B, MH)                                                 | 182x YwI 02.1960 / YwII 07.1960 |
| 10              | 183x Wv / Ww                   | 31. Januar 1954 / 1958 | 183y            | k                                       | (B, R, MH)                                              | 183x YwI 02.1960 / YwII 07.1960 |
| 15              | 184x Wv / Ww                   | 1. April 1954 / 1958   | 184y            | k                                       | (B, R)                                                  | –                               |
| 20              | 185x Wv / Ww                   | 31. Januar 1954 / 1958 | 185y            | k                                       | (B, R, MH)                                              | 185x YwI 02.1960 / YwII 07.1960 |
| 25              | 186x Wv / Ww                   | 15. Juni 1954 / 1958   | 186y            | k                                       | (B, R)                                                  | –                               |
| 30              | 187x Wv                        | 31. Januar 1954        | –               | m                                       | (B)                                                     | –                               |
| 40              | 188x Wv                        | 1. April 1954          | –               | m                                       | (B, R)                                                  | –                               |
| 50              | 189x Wv                        | 15. Juni 1954          | –               | m                                       | (B)                                                     | –                               |
| 60              | 190x Wv                        | 15. Juni 1954          | –               | m                                       | (B)                                                     | –                               |
| 70              | 191x Wv                        | 15. Juni 1954          | –               | m                                       | (B, R)                                                  | –                               |
| 80              | 192x Wv                        | 15. Juni 1954          | –               | m                                       | (B)                                                     | –                               |
| 90              | 193x Wv                        | 15. Juni 1954          | –               | m                                       | (B)                                                     | –                               |
| 1 DM            | 194x Xv / Xw                   | 1. April 1954 / 1958   | –               | g                                       | (B)                                                     | –                               |
| 2 DM            | 195x Xv / Xw                   | 15. Juni 1954 / 1958   | –               | g                                       | (B)                                                     | –                               |
| 3 DM            | 196x Xv / Xw                   | 15. Juni 1954 / 1958   | –               | g                                       | (B)                                                     | –                               |

#### Heuss (II)
- Die Marken der Serie Heuss (II) wurden im kleineren Format der Serie Heuss (I), jedoch im Stichtiefdruck gedruckt, sie sind nur ca. 21,5 mm × 25,5 mm groß.

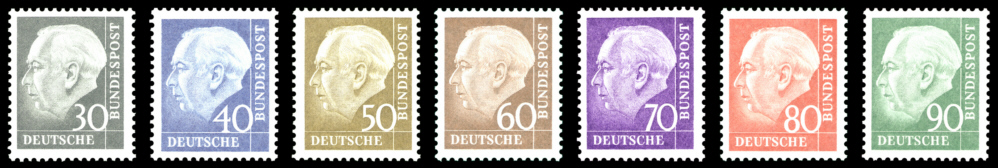
Heuss (II) komplett

| Wert in Pfennig | Mi.-Nr.    | Ausgabedatum          | Mi.-Nr. lumogen | Ausgabeform Bogen (B), Rollen (R) y Werte = Papier mit Fluoreszenz (nur glatte Gummierung) |
| 30              | 259xv / xw | Mai 1957 / 1958       | 259y            | (B)                                                                                        |
| 40              | 260xv / xw | November 1956 / 1958  | 260y            | (B, R)                                                                                     |
| 50              | 261xv / xw | Februar 1957 / 1958   | –               | (B)                                                                                        |
| 60              | 262xv / xw | September 1957 / 1958 | –               | (B)                                                                                        |
| 70              | 263xv / xw | Februar 1957 / 1958   | –               | (B, R)                                                                                     |
| 80              | 264xv / xw | Juni 1957 / 1958      | –               | (B)                                                                                        |
| 90              | 265xv / xw | Juni 1957 / 1958      | –               | (B)                                                                                        |

#### Farbunterschiede Heuss (I) und Heuss (II)
Neben dem etwas kleineren Format der Heuss-(II)-Marken lassen sich die in beiden Ausgaben vorkommenden Wertstufen auch anhand der Farben unterscheiden. Die 60-, 80- und 90-Pfennig-Werte haben bei beiden Ausgaben jedoch ähnliche Farben.
| Wert in Pfennig | Farbe Heuss (I) | Farbe Heuss (II) |
| 30              | kobalt          | schwarzgrün      |
| 40              | purpur          | blau             |
| 50              | grünlichschwarz | braunoliv        |
| 60              | braunrot        | gelbbraun        |
| 70              | braunoliv       | violett          |
| 80              | bräunlichrot    | gelblichrot      |
| 90              | schwärzlichgrün | opalgrün         |

## Ausgaben Saar
Obwohl das Saarland am 1. Januar 1957 der Bundesrepublik beigetreten war, benötigte es noch eigene Briefmarken, solange der Franc Währung war.
1957 wurde daher ebenfalls die Serie „Theodor Heuss“ in Franc-Währung, jedoch ohne einen Hinweis auf die verwendete Währung, bzw. ohne den Buchstaben „F“ mit der Inschrift „Saarland“ herausgegeben. Die Werte bis 25 Franc waren im Buchdruck, die Werte ab 30 Franc im Stichtiefdruck gedruckt; ab 100 Franc hatten sie auch ein größeres Format. Die Ausgaben ohne Währungsbezeichnung wurden am 30. Juni 1958 ungültig.
Ab Ende 1957 erschien ein neuer Satz mit geänderten Farben und der Währungsbezeichnung „F“ (Franc). Hier wurden alle kleineren Marken im Offsetdruck und lediglich die drei großen Werte 100 bis 300 Franc in Stichtiefdruck gedruckt. Die Marken mit Währungsbezeichnung wurden – wie alle anderen Saarmarken – mit der Abschaffung des Franc im Saarland – am 5. Juli 1959 ungültig.

### Liste der Ausgaben Heuss Saar

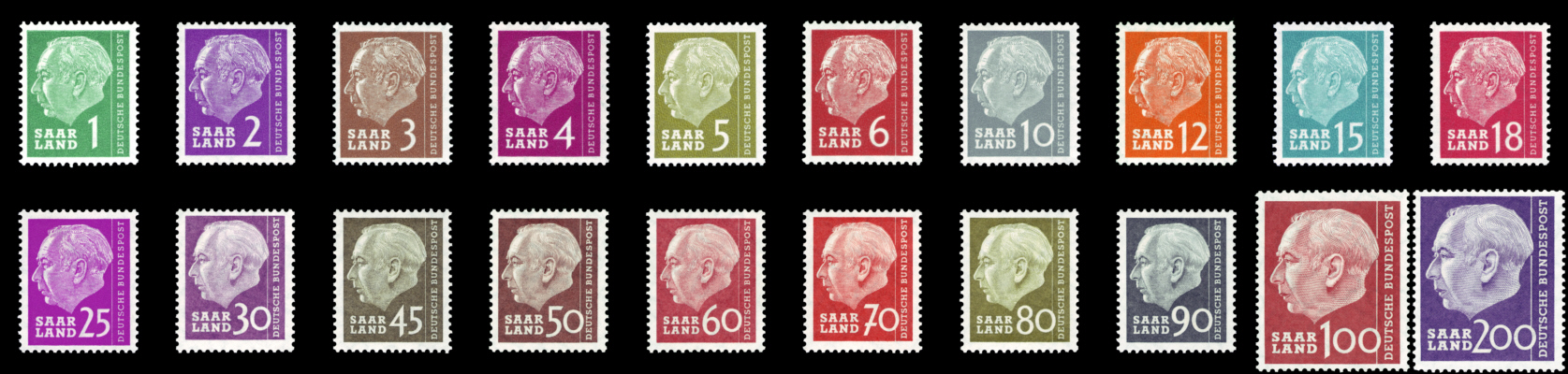
Der komplette Saarland-Heuss-Satz (ohne Währungsbezeichnung)

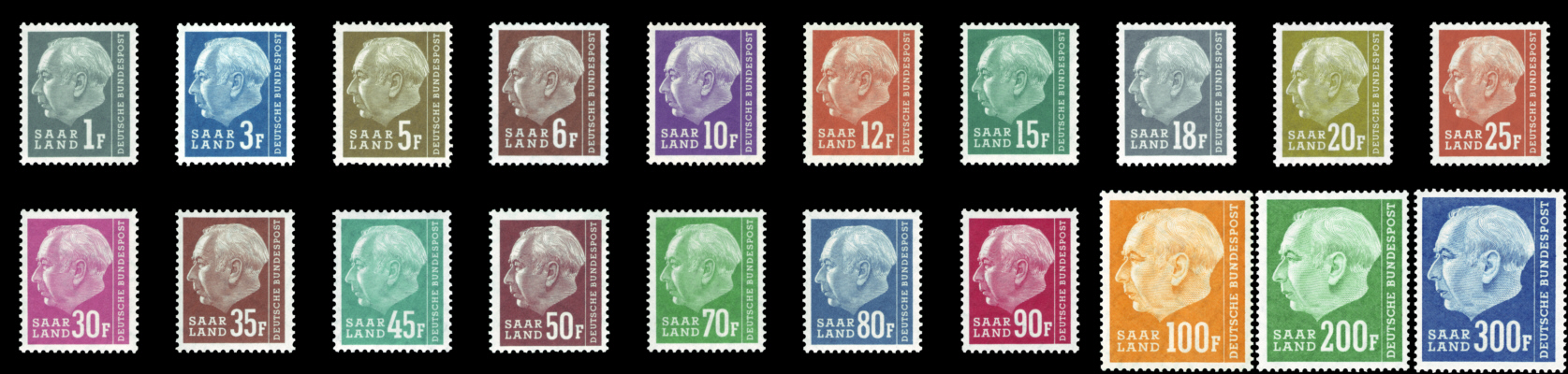
Der komplette Saarland-Heuss-Satz (mit Währungsbezeichnung)

| Wert in Franc | Mi.-Nr.                  | Ausgabedatum             | Mi.-Nr.                 | Ausgabedatum            | Format: klein (k), groß (g) |
| Wert in Franc | ohne Währungsbezeichnung | ohne Währungsbezeichnung | mit Währungsbezeichnung | mit Währungsbezeichnung | Format: klein (k), groß (g) |
| 1             | 380                      | 1. Januar 1957           | 409                     | 5. Dezember 1957        | k                           |
| 2             | 381                      | 16. März 1957            | –                       | –                       | k                           |
| 3             | 382                      | 1. Januar 1957           | 410                     | 5. Dezember 1957        | k                           |
| 4             | 383                      | 16. März 1957            | –                       | –                       | k                           |
| 5             | 384                      | 1. Januar 1957           | 411                     | 2. November 1957        | k                           |
| 6             | 385                      | 16. März 1957            | 412                     | 5. Dezember 1957        | k                           |
| 10            | 386                      | 16. März 1957            | 413                     | 2. November 1957        | k                           |
| 12            | 387                      | 1. Januar 1957           | 414                     | 2. November 1957        | k                           |
| 15            | 388                      | 1. Januar 1957           | 415                     | 2. November 1957        | k                           |
| 18            | 389                      | 1. Januar 1957           | 416                     | 5. Dezember 1957        | k                           |
| 20            | –                        | –                        | 417                     | 20. Dezember 1957       | k                           |
| 25            | 390                      | 16. März 1957            | 418                     | 5. Dezember 1957        | k                           |
| 30            | 391                      | 1. Januar 1957           | 419                     | 5. Dezember 1957        | k                           |
| 35            | –                        | –                        | 420                     | 20. Dezember 1957       | k                           |
| 45            | 392                      | 16. März 1957            | 421                     | 5. Dezember 1957        | k                           |
| 50            | 393                      | 1. Januar 1957           | 422                     | 5. Dezember 1957        | k                           |
| 60            | 394                      | 16. März 1957            | –                       | –                       | k                           |
| 70            | 395                      | 16. März 1957            | 423                     | 20. Dezember 1957       | k                           |
| 80            | 396                      | 1. Januar 1957           | 424                     | 20. Dezember 1957       | k                           |
| 90            | 397                      | 16. März 1957            | 425                     | 20. Dezember 1957       | k                           |
| 100           | 398                      | 1. Januar 1957           | 426                     | 20. Dezember 1957       | g                           |
| 200           | 399                      | 25. Mai 1957             | 427                     | 20. Dezember 1957       | g                           |
| 300           | –                        | –                        | 428                     | 20. Dezember 1957       | g                           |